# Lotte Tarp
|  | Nogle eller alle af denne artikels kildehenvisninger er enten af tvivlsom kvalitet eller ikke sekundære/tertiære. Du kan afhjælpe dette ved at udskifte de angivne kilder med mere troværdige kilder. Se vejledning i Referencer. |

Lotte Tarp (født Ann-Charlotte Rising d. 14. februar 1945 i Aarhus, død d. 24. oktober 2002 i Humlebæk) var en dansk fotomodel, skribent, manuskriptforfatterinde og skuespillerinde, der debuterede som 16-årig. Hun fik roller både på film og teater, og i 1973 modtog hun en Bodil for bedste kvindelige hovedrolle som psykiatrisk patient i filmen Farlige kys. Den spanske maler Salvador Dali lod sig inspirere af hende.
I sine senere år koncentrerede hun sig om at skrive bøger, dramatik og teatermanuskripter. Særligt udgivelsen af hendes erindringsbog Det sku' nødig hedde sig i 1997 vakte opsigt. Bogen beskriver hendes opvækst som barn af en tysk soldat i en atmosfære af løgn og fortielser, og hendes søgen efter sin far i 1980'ernes lukkede DDR. Bogen blev en litterær succes og indbragte Lotte Tarp Bogklubben 12 Bøgers store litteraturpris på 100.000 kroner, samt Jeanne og Henri Nathansens Mindelegat i 1998.

## Opvækst
Tarp var datter af Åse Gyrithe Rising og den tyske officer Wolfgang Haug. De nåede ikke at blive gift, før han blev sendt til Polen, hvor han forsvandt i april 1945. Åse Rising efterlod sit spædbarn på et børnehjem og rejste til København, hvor ingen vidste, at hun havde fået et barn. Hun var uddannet frisør hos hoffrisør Clara Mikkelsen i Aarhus og ordnede hår for fine damer som dronning Alexandrine. Senere tog Aase Tarp til Paris og blev uddannet som parykmager.
Som spæd blev Lotte Tarp adopteret af sin mormors yngste søster, der kun var ti år ældre end Tarps mor og bosat i Birkevej 12 i Risskov. Tarp fik efternavnet Petersen og kaldte sin adoptivmor "moster" i den tro, at grandtanten virkelig var hendes moster. Det var "moster"s mand, Carl Petersen, der greb ind og hentede babyen fra børnehjemmet på Heimdalsvej i Åbyhøj, hvor han fandt hende slemt medtaget af underernæring. Hans klage over forholdet skal have ført til, at institutionen blev lukket. Lægen Rasmus Hansen, der undersøgte Tarp 15. marts 1945, beskrev hendes tilstand sådan: "Direktør Carl Petersens plejebarn...Huden overalt rynket; ansigtet gammelkoneagtigt rynket...Det er et typisk underernæret barn. Jeg finder det uforsvarligt og forsømmeligt, at børnehjemmets leder ikke har reageret...ved at kontakte børnehjemmets læge."
Ægteparret Petersen havde selv en søn, et år ældre end adoptivsøsteren. Inden hun blev sendt på børnehjem igen i 1949, betroede han hende under leg i sandkassen, at hendes far var tysk soldat. Tarp fik aldrig nogen forklaring på, hvorfor adoptivforældrene sendte hende fra sig igen. Opholdet i børnehjemmet var en smertelig erfaring, men i 1950 blev hun igen adopteret, denne gang af sin mors forældre Yrsa og Alfred Rising.
Nu fik hun igen efternavnet Rising. Det aldrende ægtepar præsenterede sig som hendes forældre, og deres datter Åse som hendes storesøster, sminkøse hos Palladium i København. Åse dækkede sine forældres udgifter til barnebarnet. Alfred Rising var bestyrer for restaurant Friheden, startet af hans far Hans Rising. Den gik dog på tvangsauktion, og Risings købte et lille værtshus og flyttede til den anden ende af Aarhus. I 1994 skrev Lotte Tarp manuskriptet til tv-filmen Længe leve Friheden til sin ven Ebbe Rode, som en hyldest til sin adoptivfar Alfred.
4. maj 1950 giftede Åse Rising sig hos sognefogden i Plejelt med salgschef Emil Ernst. I 1953 fik hun datteren hentet til København for at bo sammen med sin mor og Emil Ernst. Ægteskabet slog imidlertid fejl, og Tarp måtte tilbage til "mor og far" i Aarhus. Men allerede i 1954 var Åse gift igen, nu med komponisten Svend Erik Tarp, og røbede omsider, at "mor og far" i virkeligheden var Lottes mormor og morfar, mens hun selv var Lottes mor og ingen storesøster. Svend Erik Tarp var angiveligt Lottes biologiske far og skulle kaldes "papa". "Mormor" i Aarhus var i virkeligheden oldemor. "Og så taler vi i øvrigt ikke mere om det," afsluttede Åse. Da hun skulle tilbage til filmen igen, blev datteren returneret til Åses forældre i Aarhus.
I  1956 blev Lotte igen sendt til sin mor og Svend Tarp i København. De var nu bosat i Frieboeshvile i Lyngby som kunstnerbolig for Svend Tarp. Åse var snart utilfreds med sin datter, der blev drillet i skolen for at tale jysk, fik dårlige karakterer, og havde en stille genert veninde, der ikke passede til Åses ønske om et hus fyldt med sorgløs ungdom. Datteren blev derfor sendt til Asserbohus kostskole, hvor hun fandt en god veninde i Poul Reumerts barnebarn Merete Reumert Norske. Som 14-årig spurgte Lotte Svend Tarp om, hvem der var hendes rigtige far. Han sagde, at han havde lovet Åse ikke at fortælle det, men alligevel ville lade steddatteren vide det: Åse havde fortalt, at hun fik Lotte med en frihedskæmper, der var død. Lotte spurgte, hvorfor det skulle holdes hemmeligt, og han forklarede det med skammen over at få et barn udenfor ægteskab. Åbenbart troede han selv på sin kones oplysning, og tog let på sagen, som for hans skyld godt måtte tales åbent om. Men Lotte Tarp huskede godt, hvad hendes adoptivbror havde fortalt hende, da de var små. Dertil havde andre børn kaldt hende "tyskerunge".
Snart fik hun besked om, at det var Svend Tarps højeste ønske at adoptere hende. Alfred Risting kom fra Aarhus og forklarede, at han som buffist ved Hotel Royal havde svært ved at forsørge et barn. Igen var der bytte af efternavn; nu var hun Ann-Charlotte Tarp. På sin 50-årsdag blev Tarp imidlertid opringet af sagfører om, at hun ikke fandtes. Svend Tarp havde aldrig underskrevet adoptionspapirerne.

## Voksenliv
I 1962 filmdebuterede den 17-årige Tarp som barnepigen Birthe i Palle Kjærulff-Schmidts film Weekend. Hun blev Ekstra Bladets første topløse pige i 1964, hvad der vakte stor opmærksomhed i den øvrige presse. Samme år tilbragte Tarp et halvt år på Privatteatrenes Elevskole og derefter et år hos Stig Lommer. Senere vekslede Lotte Tarp mellem roller i lette, folkelige film som den første film om Olsen-banden og Morten Korchs De røde heste, men også rollen som præstefrue i sin mand Henrik Stangerups debutfilm Giv Gud en chance om søndagen (1970) med Ulf Pilgaard som den unge præst. Indimellem lod hun sig se i teaterroller som Flemming Flindts Vidunderlige kælling på Det Ny Teater i 1975 og Et hus af tyndt spundet glas på Posthus Teatret i 1978, i cabaret og revy og radiooptrædener som Holdningsløse Tidende. I slutningen af 1980erne skrev hun stykket Amagertorv 4 og gennemgik 1990-91 Filmskolens manuskriptuddannelse.  
Tarp var først gift med forfatteren Henrik Stangerup i årene 1967-76. De bosatte sig i et bondehus i Herringløse og fik i 1973 sønnen Jacob Stangerup. Parret havde mødtes til en fest i Stangerups lejlighed, og han fortalte senere, at han tog hende med ind i et kosteskab for at kunne være alene med hende. "Fem minutter efter friede jeg." Hans familie var imidlertid stærkt imod forholdet, og Stangerups mor, Betty Söderberg, forbød ham ligefrem at gifte sig med Tarp, der senere fortalte, at Stangerup "er det første menneske i mit liv, der tog mig alvorligt. Da jeg mødte ham og blev gift med ham halvanden måned efter, snakkede vi dag og nat i et helt år. Vi var så forbundne i alt, hvad vi tænkte og sagde." Selv om ægteskabet blev opløst i 1976, forblev parret venner hele livet.
Som gift kone fik Lotte Tarp besøg af sin morfar og bad ham fortælle sig, hvem hendes rigtige far var. Modvilligt bekræftede Alfred Risting, at hendes far var en ung tysk officer, der hed Wolfgang. Ikke engang det havde hun vidst. Da Alfred var død, sagde hun til sin mor, at han havde været far for dem begge. Åse svarede helt uventet, at hun havde sin egen far. Alfred Risting var i virkeligheden ikke Tarps biologiske morfar, for denne var død, da Åse var to år. Åses mor flyttede som enke hjem til sin far i Åbyhøj, inden hun nogle år senere giftede sig med Alfred, der i tur blev både far, adoptivfar og morfar for Lotte Tarp. Ved den samme oprydning kom nok en hemmelighed for dagen: Jordemoderen, der bistod ved Tarps fødsel, frk Christiansen på Trøjborgvej, var i virkeligheden Alfred Risings halvsøster. Hans Rising havde fået hende udenfor ægteskab, men betalt for hende.
Først i 1984 rejste Lotte Tarp til DDR, hvor hun nærmest ved held og tilfældigheder lykkedes i at komme på sporet af sin far i hans hjemby Eberswalde. Hans barndomshjem i Brunnenstrasse 20 lå der stadig, men farmoren var død, og farfaren hentet efter krigen, sendt til Rusland uden dom eller rettergang, og aldrig vendt tilbage. Åse havde - med falskt pas pålydende navnet "Ursula Haug" - opsøgt Wolfgangs forældre, da hun var gravid; det var sidste gang, hun så Wolfgang, der var hjemme med gulsot, men snart efter blev sendt til Polen, hvor han forsvandt i april 1945. Da Wolfgangs forældre efter krigen kontaktede Åse for at få at vide, om sønnen var i Danmark, afbrød hun kontakten med en påstand om, at de havde taget dårligt imod hende, da hun opsøgte dem i Brunnenstrasse. I virkeligheden ville hun ikke lade dem vide, at hun havde efterladt deres barnebarn på et børnehjem for adoption, og selv kun ønskede at komme videre i livet.
Lotte Tarp levede i mange år sammen med kapelmester Niels Jørgen Steen. De giftede sig i 1997. Så Lotte Tarp var Paprika Steens og Nikolaj Steens stedmor.
Tarp døde i 2002 af lungekræft efter et længere sygdomsforløb. Hun blev bisat fra Garnisonskirken, hvor Johannes Møllehave tog afsked med ordene: "Det var en glæde, du var til, Lotte Tarp. Gid den glæde, hun gav jer, en dag må veje sorgen op."

## Filmografi
Blandt de 34 film, Lotte Tarp medvirkede i, kan nævnes:
| År   | Titel                                         | Rolle                            | Noter                                                |
| ---- | --------------------------------------------- | -------------------------------- | ---------------------------------------------------- |
| 1962 | Weekend                                       | barnepigen Birte                 | [ 64 ] [ 65 ]                                        |
| 1962 | Den kære familie                              |                                  | [ 66 ] [ 67 ]                                        |
| 1962 | Det tossede paradis                           | Karen                            | [ 68 ]                                               |
| 1964 | Premiere i Helvede                            | Tove Møller                      | [ 69 ] [ 70 ]                                        |
| 1964 | Don Olsen kommer til byen                     | tamburmajor                      | [ 71 ]                                               |
| 1964 | Fem mand og Rosa                              | model                            |                                                      |
| 1966 | Ih, du forbarmende                            | miss 44                          | [ 72 ]                                               |
| 1967 | Elsk din næste                                |                                  | [ 73 ]                                               |
| 1967 | Jeg - en marki                                | baronesse                        | [ 4 ]                                                |
| 1967 | Mennesker mødes og sød musik opstår i hjertet | Kose                             |                                                      |
| 1968 | Olsen-banden                                  | Bennys forlovede, modellen Ulla  | [ 77 ] [ 78 ]                                        |
| 1968 | De røde heste                                 | Henriette                        | [ 79 ] [ 80 ]                                        |
| 1968 | Eftermiddagsgæsten                            | værtinden Edith                  | kortfilm                                             |
| 1969 | Mig og min lillebror og Bølle                 | fru Bossholm                     | [ 83 ] [ 84 ]                                        |
| 1969 | Manden der tænkte ting                        | Susanne                          | [ 85 ] [ 86 ]                                        |
| 1970 | Giv Gud en chance om søndagen                 | Hanne, hans hustru               | instrueret af Tarps daværende mand, Henrik Stangerup |
| 1970 | Premiere                                      | Anja                             | [ 90 ]                                               |
| 1972 | Farlige kys                                   | Birthe Kold, psykiatrisk patient | Bodil-pris for bedste kvindelige hovedrolle          |
| 1976 | Piger i trøjen 2                              | journalisten Kirsten             | [ 94 ] [ 95 ]                                        |
| 1976 | Hjerter er trumf                              | Lone Bang                        | [ 96 ] [ 97 ]                                        |
| 1979 | Måneskin                                      | Aksels kone                      | [ 99 ]                                               |
| 1980 | Kvindesind                                    | Lene                             | [ 100 ]                                              |
| 1984 | Bag jalousien                                 | Ellen Jörgensen                  | [ 89 ] [ 102 ]                                       |

### Udenlandske film
- Morianerna (1965) Rita[103]
- The Jokers[104] (1967)[105]
- Med Lille Klas i kufferten (1983) (stemme)
- Prinsessen og den flyvende skomager (1986) (stemme)

### Manuskript til danske kortfilm
- Brudevalsen (1991)
- Længe leve friheden (1993)[106]
- To kvinder (2001)

## Tv-serier

### Medvirken
| År   | Titel                           | Rolle                                       | Afsnit    | Note    |
| ---- | ------------------------------- | ------------------------------------------- | --------- | ------- |
| 1978 | Strandvaskeren                  | strandvaskeren, den svenske dame, Inga Lill | 1 - 3     | [ 107 ] |
| 1982 | Mille og Mikkel                 | "Mille" Berg Hansen                         | 1 - 10    |         |
| 1983 | SK 917 er netop landet          | stewardesse / dansk flyvertinne             | 1 - 4     |         |
| 1985 | Klitgården                      | Ulla                                        | 1         |         |
| 1987 | Een gang strømer...             | Benedicte Bremer                            | 1 - 3 & 6 | [ 108 ] |
| 1989 | Johansens sidste ugudelige dage | damen med handskerne                        |           |         |
| 1998 | Karrusel                        | receptionisten Elisabeth                    |           | [ 109 ] |
| 2000 | Livshunger                      |                                             |           | [ 7 ]   |

### Medvirken i TV-underholdning
Lotte Tarp og hendes liggestol har ogå medvirket i skjult kamera. Endvidere har Tarp medvirket i Gæt og grimasser d. 09.10.1987.

### Bidrag til manuskripter
- Landsbyen (1991 - 1996)[112]
- Hjem til fem (1995)[113]
- TAXA (1997 - 1999)[112]
- Hotellet (2000)[7]

## Bøger samt avisartikler eller lignende
- Det sku' nødig hedde sig (1997) Gyldendal. ISBN 87-595-1204-0[23]
- For enden af universet ligger der en døgnkiosk (2002) Drama. ISBN 87-7865-302-9, 87-7865-303-7[114]

I Politiken
- Debat (avisartikel eller lignende) i Politiken, 1981-03-01
- Mine fritimer med Ebbe Rode (avisartikel eller lignende) i Det fri aktuelt, 1990-05-05
- Da, da, Dali (avisartikel eller lignende) i Politiken, 1999-09-12